# Bernard Campmartin
Bernard Campmartin est un architecte français, né à Toulouse vers 1599, et mort à Toulouse le 3 juin 1692, âgé d'environ cent ans. 

## Biographie
Bernard Campmartin appartient à une famille de tailleurs de pierre habitant rue Boulbonne (ancien no 22), à Toulouse, à proximité de la cathédrale. La famille Bachelier habitait à proximité. Son acte de baptême n'a pas été retrouvé alors que ceux de ses dix frères et sœurs sont conservés. Il y a un manque de quatre années dans la généalogie de la famille, entre 1597 et 1600. René Toujas indique que l'année de sa naissance la plus probable est 1599, seule année où il manque les actes de baptême de la cathédrale de Toulouse. Dans une procédure datée de 1672, il déclare avoir 71 ans.
Il a dû être formé par son père, Dominique Campmartin. Ce dernier avait collaboré à l'édification des deux ailes de la cour Henri IV du Capitole de Toulouse. Il avait obtenu le 17 juillet 1597 l'office de maître des œuvres et réparations royales en la sénéchaussée et ville de Toulouse après la mort de Dominique Bachelier. 
Le plus ancien acte conservé sur sa carrière est daté du 30 octobre 1630 quand il succède à son père Dominique dans l'office maître des œuvres et réparations royales en la sénéchaussée et ville de Toulouse. À une date inconnue il avait obtenu la même charge dans la sénéchaussée de Lauragais.
Quand il se marie en 1637 avec la fille d'un procureur au sénéchal de Toulouse, il a le titre de « visiteur et contrôleur des ouvrages royaux, ponts et chaussées du Languedoc ».
Les archives donnent peu d'informations quant à son activité dans ce dernier office. Il a été chargé de démolir le château de Saverdun, place protestante. Il a surtout payé pour vérifier les ponts et les chaussées du Languedoc.
Il intervient systématiquement à Montauban quand le roi et les États de Languedoc apportent une aide financière. C'est probablement le cas pour toutes les villes du Languedoc.

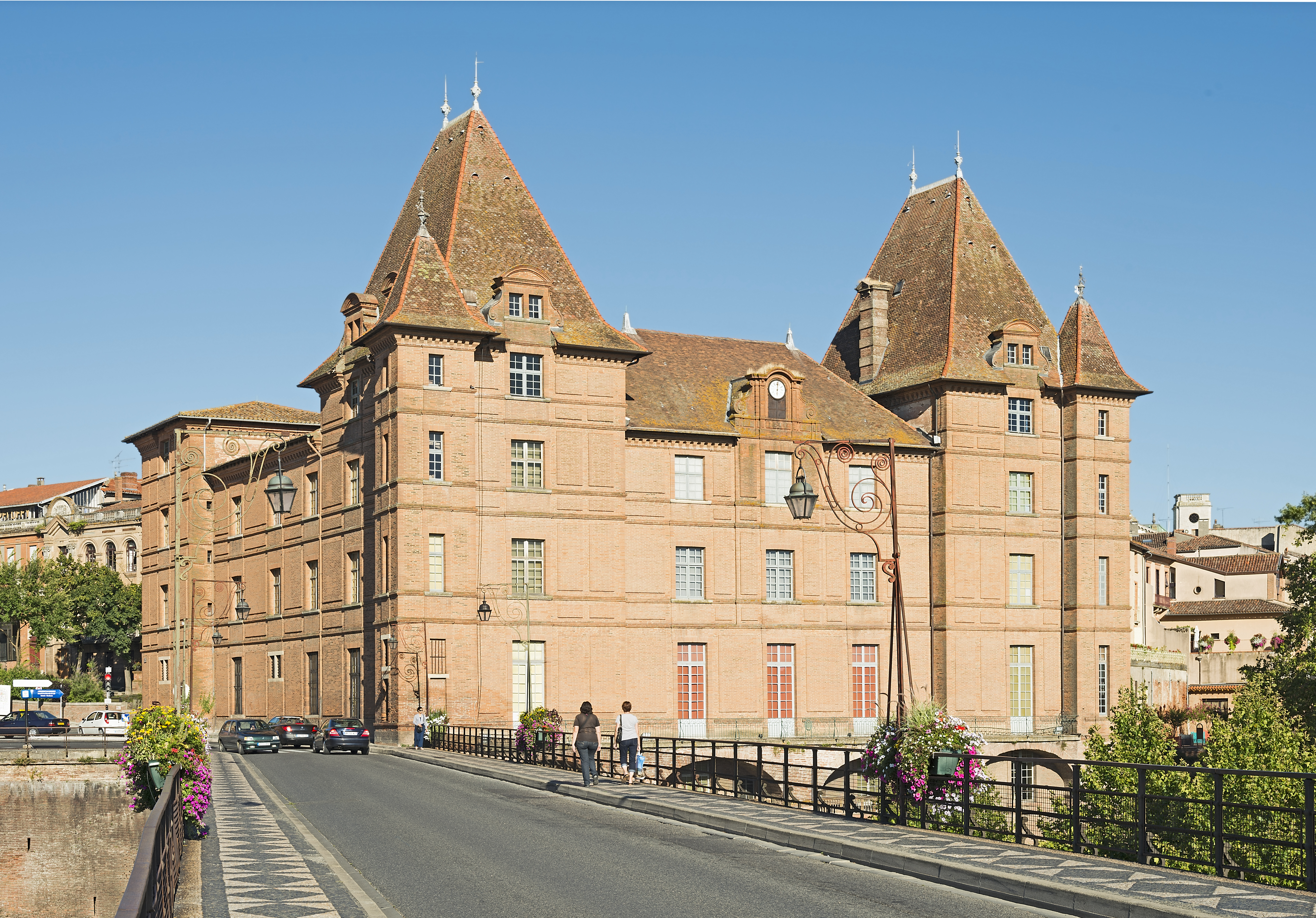
Palais épiscopal de Montauban

En 1656, il est le maître d'œuvre pour la reconstruction des maisons de la Grand'Place de Montauban.
Le 4 mars 1664, « architecte pour le roi et maître des réparations royales en Languedoc », il établit les devis et les plans de maçonnerie et charpenterie du palais épiscopal de Montauban pour l'évêque Pierre de Bertier,. Le palais des évêques est construit sur l'emplacement du château Renaud, à côté du pont, qui avait été sérieusement touché pendant le siège de Montauban. Les plans de Bernard Campmartin montrent que le palais des évêques était inspiré par le Château de Laréole construit par Dominique Bachelier en 1579 pour le Trésorier de France, Pierre de Cheverry.
Bernard Campmartin a aussi fait les plans de la Cour des Aides de Montauban, à l'emplacement de l'ancien palais des évêques, acheté en 1670, terminé en 1673, dont le bâtiment a été détruit en 1838-1840.
On ne peut pas lui attribuer d'autres ouvrages importants.
Il meurt dans sa maison familiale et est enterré dans l'église des Cordeliers.